# Enteremna
Enteremna é um gênero de traça pertencente à família Agonoxenidae.